# Матуш Войтко
Матуш Войтко (словац. Matúš Vojtko, 5 жовтня 2000, Михайлівці) — словацький футболіст, лівий захисник клубу «Слован» (Братислава).

## Клубна кар'єра
Вихованець клубу «Земплін» з рідного міста Михайлівці. З сезону 2018/19 був переведений до основної команди. Дебютував у основній команді 5 серпня 2018 року у другому турі чемпіонату з братиславським «Слованом» (1:2). На момент дебюту йому було всього 17 років. Цікаво, що свій останній матч за рідну команду він провів також проти цього ж суперника. Перший гол за клуб забив 1 грудня того ж року, коли відкрив рахунок на 45+1 хвилині матчу чемпіонату проти ВіОна (3:0). Свій другий гол за першу команду забив у наступному сезоні 2019/20, в шостому турі проти «Середя» (1:1), на 17-й хвилині, зрівнявши рахунок у матчі. Загалом Войтко за «Земплін» провів 69 матчів у лізі.
У серпні 2021 року Матуш Войтко перейшов у столичний «Слован», підписавши чотирирічний контракт з тодішнім чемпіоном, якому потрібен був новий гравець на позицію лівого захисника через серйозну травму Лукаса Ловата. Свій перший матч за новий клуб провів проти ВіОна (4:1) і провів на полі усі дев'яносто хвилин. У сезоні 2021/22 він зіграв 9 матчів чемпіонату і допоміг своєму клубу здобути четвертий титул чемпіона Словаччини поспіль, завдяки чому «Слован» став першим в історії словацького футболу, кому вдався подібний результат.

## Виступи за збірні
Матуш Войтко виступав за юнацькі збірні Словаччини до 17 та 19 років. З 2019 року став грати за молодіжну збірну Словаччини.

## Досягнення
- Чемпіон Словаччини (3): 2021-22, 2023-24, 2024-25